# Kazimierz Soldenhoff
Kazimierz Soldenhoff (ur. 16 grudnia 1892 w Nowym Mieście nad Pilicą, zm. 6 stycznia 1938 w Warszawie) – żołnierz armii rosyjskiej, I Korpusu Polskiego, major korpusu kontrolerów Wojska Polskiego, uczestnik I wojny światowej i wojny polsko-bolszewickiej, baron , kawaler Orderu Virtuti Militari.

## Życiorys
Urodził się 16 grudnia 1892 w rodzinie Jana i Aldony z Kozłowskich. Był młodszym bratem Maksymiliana (1890–1940). Absolwent Politechniki w Liège. Zmobilizowany w 1914 do armii rosyjskiej. Następnie od sierpnia 1917 jako dowódca 7. kompanii 1 pułku strzelców polskich w I Korpusie Polskim w Rosji. Brał aktywny udział w walkach z bolszewikami od 20 do 22 stycznia 1918 pod Rohaczowem i Tosczycą w ramach walk o Bobrujsk w których został ranny. Za tę postawę w walce został odznaczony Orderem Virtuti Militari.
Od października 1919 w odrodzonym Wojsku Polskim. Służył w 14 Dywizji Piechoty. Był dowódcą kompanii w 55 pułku piechoty. Wraz z 14 Dywizją walczył na frontach wojny polsko-bolszewickiej.
Po zakończeniu wojny dowódca II batalionu w 60 pułku piechoty. W kwietniu 1923 w Dowództwie Okręgu Korpusu Nr IX w Brześciu. 1 listopada 1924 został przydzielony do macierzystego 60 pp z równoczesnym odkomenderowaniem na roczny kurs doszkolenia w Wyższej Szkole Wojennej w Warszawie. 1 grudnia tego roku został mianowany majorem ze starszeństwem z 15 sierpnia 1924 i 25. lokatą w korpusie oficerów piechoty. Z dniem 15 października 1925, po ukończeniu kursu i otrzymaniu dyplomu naukowego oficera Sztabu Generalnego, został przeniesiony do 59 pułku piechoty w Inowrocławiu na stanowisko dowódcy II batalionu. W listopadzie 1926 został przydzielony do Oddziału IV Sztabu Generalnego, pozostając oficerem nadetatowym 59 pp. 23 grudnia 1927 roku został przeniesiony do kadry oficerów piechoty z pozostawieniem na dotychczas zajmowanym stanowisku. W marcu 1931 został przeniesiony do Szefostwa Komunikacji Wojskowej. W marcu 1932 został przeniesiony z korpusu oficerów piechoty do korpusu oficerów kontrolerów i przydzielony do Korpusu Kontrolerów. Był członkiem Oficerskiego Yacht Klubu RP . Zmarł 6 stycznia 1938. Został pochowany w grobie rodzinnym na Starych Powązkach (kwatera 47-1-20). Pośmiertnie został mianowany na stopień podpułkownika w korpusie kontrolerów.

## Życie prywatne
Żonaty z Haliną Zdrojewską. Mieli dwoje dzieci: Krystynę (ur. 1931, żona Gerwazego Świderskiego) i Jana (ur. 1933) .

## Ordery i odznaczenia
- Krzyż Srebrny Orderu Wojskowego Virtuti Militari nr 6798 (10 maja 1922)[22][3]
- Krzyż Walecznych[3]
- Złoty Krzyż Zasługi (19 marca 1931)[23]
- Medal Niepodległości (16 marca 1933)[24][25][c]
- Medal Międzysojuszniczy „Médaille Interalliée”[26]